# Hanggai

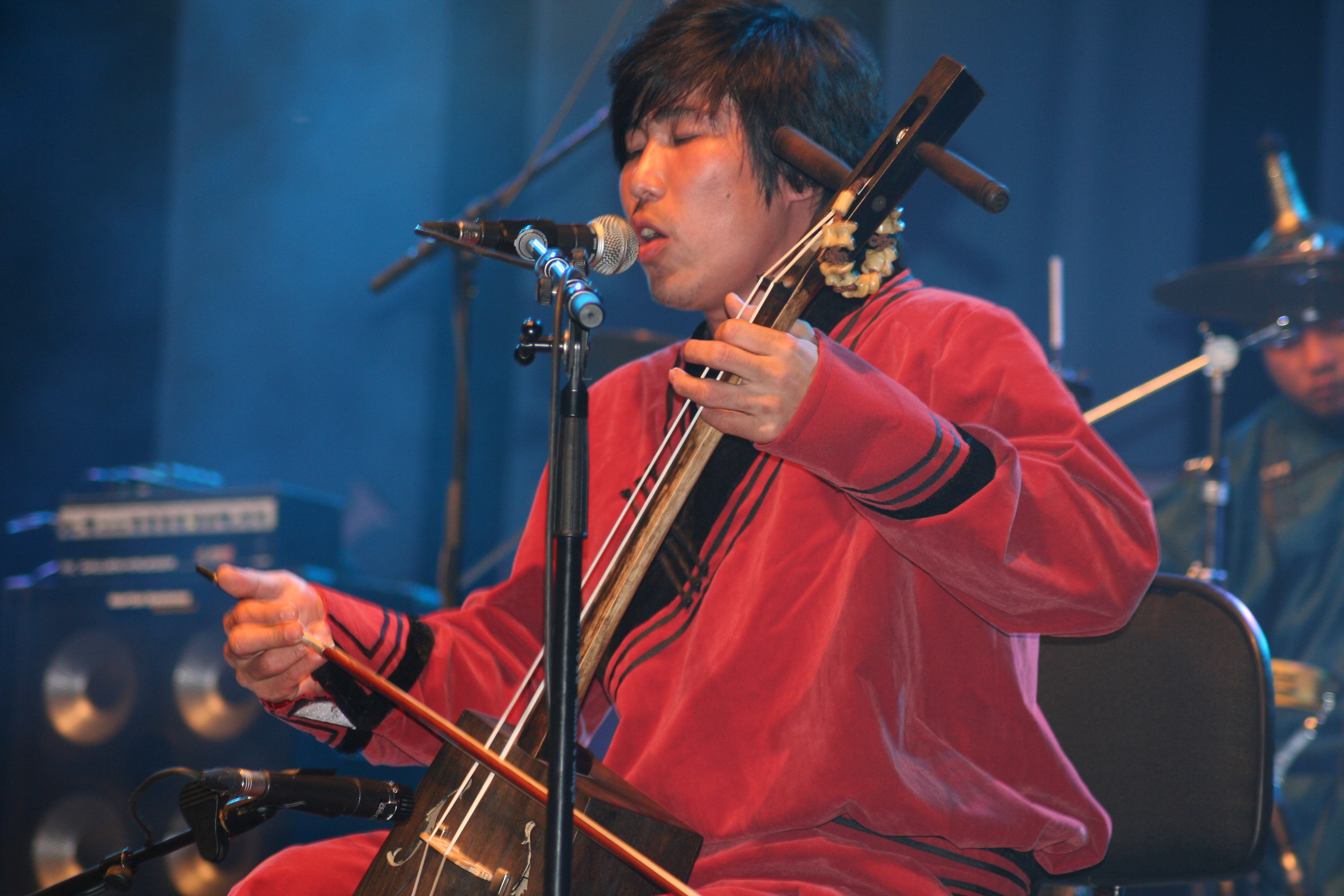
Bagen speelt de morin khuur

Hanggai is een Chinees-Mongoolse muziekgroep. De band mixt rockmuziek met traditionele Mongoolse volksmuziek en keelzang.
Hanggai ontstond toen de voormalige punkmuzikant Ilchi uit Beijing op zoek ging naar zijn roots in Mongolië en op het conservatorium van Ulaanbaatar belandde. Daar kwam hij in aanraking met keelzang en Mongoolse instrumenten als de morin khuur (een tweesnarige viool) en de tobshuur (een Mongoolse luit). Met de twee traditionele muzikanten Hugejiltu en Bagen startte Ilchi Hanggai.
Terug in Peking werd de groep uitgebreid tot een vijfmansformatie. Hanggai gebruikt niet alleen traditionele instrumenten. Op het album Introducing Hanggai, dat medio 2008 verscheen, waren tevens elektrische gitaren en banjos te horen en werd gebruikgemaakt van computers. Volgens voorman Ilchi laat hij zich ook inspireren door Westerse artiesten als Radiohead, Pink Floyd, Rage Against the Machine en Neil Diamond.
De publiciteit rond het eerste album leidde ertoe dat de groep wereldwijd optrad. In 2009 stond Hanggai samen met Jovink en de Voederbietels op het podium van de Zwarte Cross, waarbij het nummer Jiu Ge (Dranklied) werd omgedoopt tot het Zwarte Cross Lied 2009.
Op 18 oktober is het tweede album van Hanggai uitgekomen: He Who Travels Far

## Discografie
- Hanggai (Beijing Dongfang Yingyin, 1 April 2007)
- Introducing Hanggai (World Music Network, 28 July 2008)[2]
- He Who Travels Far (World Connection, 18 October 2010)
- Four Seasons (Starsing Records, 1 May 2012)
- Baifang (Harlem Recordings, 7 February 2014)
- Horse of Colors (Tian Hao Entertainment, 9 May 2016)
- Homeland (Tian Hao Entertainment, 5 December 2017)
- Big Brass Band (2019)